# San Giorgio a Cremano
San Giorgio a Cremano là một đô thị của Ý. Đô thị này thuộc tỉnh Napoli trong vùng Campania. San Giorgio a Cremano có diện tích km2, dân số theo ước tính năm 2010 của Viện thống kê quốc gia Ý là người. 
Các đơn vị dân cư:
Đô thị San Giorgio a Cremano giáp với các đô thị: